# Marie Brenner
Marie Harriet Brenner (San Antonio, 15 dicembre 1949) è una scrittrice e giornalista statunitense.

## Biografia
Marie Harriet Brenner è nata a San Antonio nel 1949.
Figlia di Milton Conrad Brenner, proprietario di una catena di discount in Texas, ha compiuto gli studi all'Università della Pennsylvania e all'Università del Texas ad Austin ottenendo un master's degree in cinematografia all'Università di New York.
Nel 1976 ha pubblicato il suo primo romanzo, Tell Me Everything ed è entrata nello staff del settimanale New York prima di lavorare come corrispondente per l'estero a Londra e, tornata negli States nel 1979, diventare la prima giornalista di baseball per il Boston Herald.
Assunta da Tina Brown nel 1984 al Vanity Fair, è diventata nel corso degli anni una delle più apprezzate giornaliste investigative della testata.
I suoi articoli hanno spesso fornito il soggetto per trasposizioni per la televisione e il cinema come per Insider nel 1999, A Private War nel 2018 e Richard Jewell l'anno successivo.
Un suo articolo del 1990, After the Gold Rush, sul difficile rapporto tra Donald Trump e l'allora moglie Ivana, non piacque al futuro presidente che le versò un bicchiere di vino sulla schiena durante una cena di gala.

## Opere

### Romanzi
- Tell Me Everything (1976)

### Saggi
- Going Hollywood: An Insider's Look at Power and Pretense in the Movie Business (1978)
- Intimate Distance (1983)
- House of Dreams: the collapse of an American dynasty (1988)
- Great Dames: What I Learned from Older Women (2000)
- A Private war: Marie Colvin and other tales of heroes, scoundrels and renegades (2018)

### Memoir
- Apples and Oranges: My Brother and Me, Lost and Found (2008)

### Antologie
- Art at Our Doorstep: San Antonio Writers and Artists di AA. VV. (2008)

## Adattamenti

### Cinema
- Insider, regia di Michael Mann (1999) (soggetto dall'articolo The Man Who Knew Too Much)
- A Private War, regia di Matthew Heineman (2018) (soggetto dall'articolo Marie Colvin’s Private War)
- Richard Jewell, regia di Clint Eastwood (2019) (soggetto dall'articolo American Nightmare: The Ballad of Richard Jewell)

### Televisione
- Obsessed film TV, regia di John Badham (2002) (soggetto dall'articolo Erotomania)